# Editora da Universidade Federal de Uberlândia
A EDUFU ou Editora da Universidade Federal de Uberlândia é uma editora brasileira, vinculada à Universidade Federal de Uberlândia, Minas Gerais. A Editora integra a Associação Brasileira de Editoras Universitárias - ABEU e é associada à Associação Brasileira de Editores Científicos.

## Características Editoriais
Criada em 1981 a EDUFU edita obras de caráter universitário (de autoria individual ou em coletâneas), organizadas sob forma de obras científicas, didáticas e paradidáticas, guias, séries especializadas e temáticas.
A EDUFU foi pioneira no Programa Interuniversitário de Distribuição de Livro (PIDL) que distribui livros entre as editoras universitárias no Brasil., sendo uma das principais editoras desse tipo no país. Atualmente a EDUFU possui uma livraria virtual e uma livraria no campus Santa Mônica da Universidade Federal de Uberlândia. Com mais de 300 obras publicadas, a EDUFU lançou 19 títulos em 2015 e possuía 27 periódicos científicos chancelados.
Por tempos essa editora foi umas das únicas ligadas a uma universidade no Brasil central. É uma das editoras que publica textos em latim no Brasil, com títulos como Cícero e São Tomás de Aquino.
Como editora acadêmica, seus livros passam por revisão por pares e deliberação por um conselho editorial, além de estar sujeitas às normativas de editoração pública.
A Edufu possui em seu catálogo vários livros em formatos digitais de acesso aberto, alguns deles publicados na plataforma Scielo Livros.

## Periódicos Científicos
Atualmente, sete periódicos da UFU estão com classificação Qualis A2, seis tiveram classificação B1 e outros sete B2 na avaliação da Coordenação de Aperfeiçoamento de Pessoal de Nível Superior (Capes), que avalia a qualidade das produções de programas de pós-graduação. Esses periódicos podem ser encontrados na plataforma Sucupira e as produções da UFU em geral no Sistema Eletrônico de Editoração de Revistas. Os periódicos chancelados pela EDUFU são:
- Educação e Filosofia
- Revista Obutchénie. Revista de Didática e Psicologia Pedagógica
- Revista MiP (Management in Perspective)
- Revista GTLex
- Rascunhos – Caminhos da Pesquisa em Artes Cênicas
- Em Extensão
- Revista História & Perspectivas
- Revista de Educação Popular
- Revista da Faculdade de Direito da UFU
- Veterinária Notícias
- Perspectivas em Psicologia
- Hygeia - Geografia médica e da saúde
- Caminhos de Geografia
- Revista Educação e Políticas em Debate
- DiversaPrática
- CAMPO-TERRITÓRIO: Revista de Geografia Agrária
- Matemática e Estatística em Foco
- CRÍTICA E SOCIEDADE: revista de cultura política
- Revista Sociedade & Natureza
- Domínios de Lingu@gem
- Bioscience Journal
- Ensino em Re-Vista
- Brazilian Geographical Journal: Geosciences and Humanities research medium
- Olhares & Trilhas
- International Journal of Biosafety and Biosecurity
- Artcultura
- Revista Economia Ensaios
- Cadernos de História da Educação
- Ciência & Engenharia
- ouvirOUver
- Cadernos de História
- Cadernos de Pesquisa do CDHIS
- Caderno Espaço Feminino
- Letras & Letras